# Metallosia
Metallosia é um gênero de traça pertencente à família Arctiidae.